# Шаро, Алексис-Арман
Алексис-Арман Шаро (фр. Alexis-Armand Charost; 14 ноября 1860, Ренн, Ле-Ман, Франция — 7 ноября 1930, Ренн, Франция) — французский кардинал. Титулярный епископ Млилетополи и вспомогательный епископ Камбре с 14 февраля по 21 ноября 1913. Епископ Лилля с 21 ноября 1913 по 15 июня 1920. Титулярный архиепископ Херсонесо и коадъютор, с правом наследования, Ренна с 15 июня 1920 по 22 сентября 1921. Архиепископ Ренна с 22 сентября 1921 по 7 ноября 1930. Кардинал-священник с 11 декабря 1922, с титулом церкви Санта-Мария-делла-Виттория с 14 декабря 1922.